# Замок Дун (Мейо)

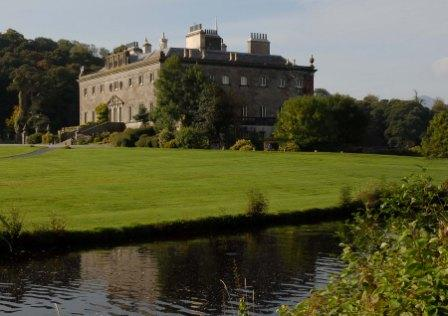
Будинок Вестпорт-Хаус, при будівництві якого використовувались камені замку Дун.

Замок Дун (англ. Doon Castle, ірл. Caisleán an Dúin) — замок Вестпорт — один із замків Ірландії, розташований у графстві Мейо, біля селища Дункастл, у парафії Авгаговер (Ахад Гобайр). Ірландська назва Дун перекладається як «фортеця».

## Історія замку Дун
Коли був побудований замок Дун невідомо — це губиться в глибині історії. Судячи з усього ще в часи бронзової та залізної доби тут була фортеця, яку побудував і контролював місцевий кельтський клан. Ще в часи глибокої давнини кельти будували фортеці, які називали Дун і використовували ці фортеці в нескінченних війнах між кланами для захисту своїх володінь. Замок Дун згадується в ірландських літописах. У 1133 році Кормак Мак Карті та Конор О'Браєн — вожді кланів з королівства Манстер (Муму) напали на королівство Коннахт. У своєму поході вони дійшли до земель нинішнього графства Мейо, розграбували ці землі, знищили замки Дун Мухорд (де потім збудували нинішній замок Дун) та Дунмор.
У 1172 році відбулося англо-норманське завоювання Ірландії — англо-норманські феодали захопили більшу частину земель Ірландії, ірландські клани продовжували боротьбу ще сотні років після цього. На місці зруйнованого замку Дун Мухорд був побудований замок Дун у норманському стилі. Пізніші нескінченні війни в Ірландії зруйнували його майже вщент. Лишилися тільки вбогі руїни. Камені з руїн замку Дун використав лорд Слайго для будівництва свого будинку Вестпорт-Хаус. Замок стоїть на скелі висотою 150 футів і з нього відкривається чудовий краєвид аж до Ісладдеді та Айлл, де колись стояв замок Мак Філпін. Простір на скелі має вигляд еліпсу розміром 40–60 ярдів на 20 ярдів. Замок був прямокутний висотою мінімум 40 футів і в основі не менше 27 футів. Були крім основної башти й зовнішні стіни. За свідченням Нокса клан Мак Філпін володів замками Айл, Агл, Дун у баронствах Буррішул та Беллабурк та замками Ньюкастл та Кастлбар у баронстві Карра.